# 天地を喰らうII 赤壁の戦い
『天地を喰らうII 赤壁の戦い』（てんちをくらうツー せきへきのたたかい、英題：Warriors of Fate）は、1992年に稼働したカプコンのアーケード用ベルトスクロールアクションゲーム。本宮ひろ志の漫画『天地を喰らう』を原作とする同名アーケードゲームの続編。システム基板は前作と同じCPシステム1である（「CPシステムダッシュ」基板を採用）。
「第7回ゲーメスト大賞」（1993年度）において年間ヒットゲームで3位を獲得した本作は、後に家庭用ゲーム機に移植された（#評価、#移植版）。

## ゲーム内容
『三国志』の博望坡の戦い・長坂の戦い・赤壁の戦いに基づいてゲームが進行する。
プレイヤーキャラクターとして使用できる武将は「五虎大将軍-武勇天下に冠たり!」のキャッチコピーにて紹介された関羽・張飛・趙雲・黄忠・魏延の5名であるが、「五虎大将」の一人である馬超は含まれない。
グラフィックの容量などスペックが上昇したためキャラクターのサイズは大きくなった。表情・アニメパターンが増加した一方、戦いで敵を倒したときの攻撃によっては肉体が真っ二つに切れたり、首が飛んだり、内臓が飛び散ったりといった残虐性のある描写が目立つ。
本作のエンディングは3つの結末があるマルチエンディングで、そのうちの1つに曹操と孫権が『天地を喰らう3』を熱望するシーンがある。
前作からゲームシステムは一新され、最大3人同時プレイが可能となり、敵・味方キャラクターともにアクションやコマンド入力による必殺技が増加して、より複雑なアクションゲームになった。また前作では一貫して馬に乗りながらの戦いであったが、今作では徒歩での戦いがメインとなっている。馬はオプションになっていて、プレイヤー騎乗時に落馬する（徒歩時は倒れる）ダメージを2回受けるか、一定時間誰も乗らずにいると画面から逃げていなくなってしまう。ただし、得点獲得効率は徒歩のときよりも馬に乗っているときの方が高いため、ハイスコアを狙うには馬に乗って戦うことが必須となる。
前作はボタン3つ（左攻撃・右攻撃・計略）だったが、今作ではボタン2つ（攻撃・ジャンプ）に簡略化された。ただし、レバーの操作は前作と同じ。

## ステージ構成
- ROUND1「博望坡の戦い 一」ボス = 李典
- ROUND2「博望坡の戦い 二」ボス = 夏侯惇
- ROUND3「新野城」ボス = 許褚
- ROUND4「白河」ボス = 曹仁
- ROUND5「長坂坡の戦い」ボス = 淳于導
- ROUND6「長坂橋」ボス = 夏侯傑、晏明
- ROUND7「赤壁の戦い 一」ボス = 張遼
- ROUND8「赤壁の戦い 二」ボス = 徐晃
- ROUND9「華容道」ボス = 呂布

ROUND2と3の間にボーナスステージ1、ROUND3と4の間に美美・美冴・美鈴との対決、ROUND6と7の間にボーナスステージ2、ROUND9の後に曹操との対決がある。ボーナスステージ1はレバガチャとボタン連打で料理を食べる早食い競争。ボーナスステージ2の1人プレイ時は次々と落下してくる木人の破壊、協力プレイ時はプレイヤー武将同士の対決となる。対曹操戦では結果によってエンディングの内容が変化する。

## 登場キャラクター
斜字は『Warriors of Fate』での名称。

### プレイヤー武将
関羽（KAN-U / GUAN YU / PORTOR）
字は雲長。騎乗時は青龍偃月刀、徒歩時は素手で戦う。攻撃力と技動作の速度は高めだが、移動速度はやや遅い。通常攻撃はリーチが長く判定も強いが、パンチの2発目が1発目よりリーチがやや短く、連続攻撃が空振りすることがある。タックルの頭突きは至近距離で出すと2ヒット攻撃になる。通常攻撃やジャンプ攻撃の性能が高いため扱いやすいが、必殺技、ジャンプ投げ、タックルは隙が大きい。
張飛（CHOU-HI / ZHANG FEI / KASSAR）
字は翼徳。騎乗時は蛇矛、徒歩時は素手で戦う。攻撃力、防御力共に最も高く、投げ技が豊富。殴りからの投げはレバー上下入れっぱなしの場合どちらでも前方に投げる。後ろに投げたい場合は投げの掴みモーション中に向いている方向の逆へレバーを入れる必要がある。敵の近くでレバー1回転+Aボタンで、スクリューパイルドライバーが出る。パンチの1発目と2発目はリーチが長く判定も最も強いが、振りが遅く、3発目がリーチが短く相打ちになりやすい。掴み技から必殺技を出すことができない。掴み技の噛み付きは途中で止められず隙が大きい。
趙雲（CHOU-UN / ZHAO YUN / SUBUTAI）
字は子龍。騎乗時は槍、徒歩時は剣で戦う。タックルは相打ちになりやすいが、動きが素早くダッシュとして使える。パンチは振りが速くリーチが長いが、関羽・張飛より縦の判定が小さい。全キャラクター中唯一ジャンプ投げがなく、専用の跳び蹴りでダウンさせる。空中投げを使うことができる。攻撃力が低いのが欠点。タックルから必殺技が連続技になる。
黄忠（KOU-CHUU / HUANG ZHONG / KADAN）
字は漢升。騎乗時、徒歩時ともに弓で戦う（騎乗時のほうがやや大きい）。通常攻撃が前方3キャラクター分ほど斜め下に射る弓矢による遠距離攻撃が可能であり、徒歩時でも連射攻撃が可能。単発の矢だけでは貧弱だが、ボタン連打による弓連射は全キャラクター中最強の攻撃力を誇る。タックルが超高速でかつ判定も強く、一対一での戦いでは無類の強さを発揮するが、敵が至近距離にいても矢を射る攻撃しかできないため押されやすく、打たれ弱さもあいまって接近戦では苦戦を強いられる。掴み攻撃の振りが遅い。他の4人と比べてかなり特殊な立ち回りを要求されるテクニカルなキャラクター。
魏延（GI-EN / WEI YAN / ABAKA）
字は文長。騎乗時、徒歩時ともに刀で戦う（騎乗時の刀は長い）。通常攻撃の1発目のリーチが関羽・張飛・趙雲より短い。必殺技の斬馬蹴りは敵に密着すれば最大4ヒット、掴み状態から出すと隙が少ないが2ヒットになる。タックルは素早くダッシュとして使える。ジャンプ攻撃の攻撃判定が僅かの間しか出ず、当てにくい。

### 一般兵
同じ容姿で色違いの敵が一部の例外を除いて3人で1セットになっている。
馬（MA / TELEK）、楊（YANG / AKJIN）、張（ZHANG / BATUE）
槍を持って、頭巾と胴鎧を着用した兵士。プレイヤーキャラクターより体格が小さくリーチが短い。時々ジャンプ攻撃をしてくるが、攻撃してこないときなどは怯むしぐさを見せたり、槍を前に突き出して防御のようなポーズをとったりする。
馬は茶、楊は黄、張は橙の胴鎧をつけている。
干（GAN / YATAK）、李（LI / BASL）、晏（YAN / KOJA）
胴鎧に肩当がつき、鉄鍋を背負っている兵士。馬たちより倒したときの得点が高く、体力が高いことが多い。掴もうとすると逆に背中にしがみついて殴りかかったり、むやみに槍を振り回して応戦してきたりする。
干は青紫、李は赤、晏は桃色の胴鎧をつけている。
陳（CHEN / BOGA）、季（JI / AKOV）、錘（ZHONG / CUDGA）
頭巾の代わりに兜をつけ、髭を生やした兵士。獲得点は干たち3人よりさらに高い。観察していると、こちらを指差して味方を鼓舞する。
鎧のふちどりが陳は青、季は白、錘は黒。
林（LIN / BARKA）、呂（LU / NOLI-KI）、徐（XU / DEGKE）
頭巾で顔が隠れている長身の兵士。弓を持っており、画面半分まで飛ぶ矢を放ってくる。また、弓で直接殴る攻撃が思いのほか攻撃力がある。倒すと得点アイテムや効果の小さい回復アイテムなどを落とすことがある。
頭巾や服の色は3人とも共通で赤。
黄（HUANG / MOLJA-KAI）、挙（JU / KASHIN）、尚（SHANG / BARAK）
弓を持った兵士の色違いで、こちらはジャマダハルのような得物を両手に持っている。特に移動速度が速かったり攻撃力が高いわけではないが、体力はプレイヤーと同等で、武器を用いた攻撃のスキが非常に小さいうえにリーチが長く、たまにキックも仕掛ける。乱戦になると厄介な存在。林らと同じくアイテムを落とすことがある。
黄は青、挙は薄茶、尚は萌黄色の服を着ている。
肥肥（FEI-FEI / FEI FEI / ORTU）、宋（SONG / CHUNG KUEL）
両手にメイスを握りしめた肥満体の兵士。プレイヤーと同等の体力があり、その手のメイスを投げたり、メイスを爆弾に持ち替えて投げつけたり、スーパー頭突きやタックルの姿勢で突っ込んできたりと多彩な攻撃を披露してくる。数が出てあちらこちらで走り回られると手を焼かせられる相手。時折、爆弾を持ったまま自爆することもある。
肥肥は橙、宋は緑色の頭巾と服を着ている。
孟（MENG / BUZUK）、鉄針（TIE-ZHEN / TIE ZHEN / UZUK）
兜を被り、刺の生えた肩当を身に着けているが、攻撃パターンはメイスや爆弾を投げないだけで、体力は肥肥らとあまり変わらない。
孟は青紫、鉄針は黄色の服を着ている。
虎（HU / BATOR）、焦（JIAO / SAGYATT）、許（XU / TEMUR）
片刃の小刀を構えた、槍兵たちよりさらに体格の小さい兵士。しかしその小ささゆえ非常に身軽で、プレイヤーの間合いの外から一挙に飛び込んだり、掴もうとすると飛び退きながら反撃してきたりと芸達者でもある。単独でも厄介だが、乱戦だとさらに対処しづらい強敵。アーケード版では倒すときに左右の画面外に出すと消滅して得点が入らない不具合があるが、PlayStation版とセガサターン版は右側に出したときだけになる。
虎は灰色、焦はこげ茶、許は緑の服を着ている。
菫（DONG / ORKAJIN）、竜（LONG / MEDU）、忍（REN / NOYON-KI）
覆面で完全に顔を覆っており、忍者のような風貌になっている兵士。体格や特徴は上記の虎たちと同様だが、プレイヤーキャラクターと同等の体力を持つタイプが存在する。倒したときのバグも虎たち同様に存在する。
菫は青紫、竜は赤橙、忍は茶色の覆面をしている。
趙触（ZHAO-CHU / ZHAO CHU / OKATAI）、趙錘（ZHAO-CHUI / ZHAO CHUI / HATU）、趙明（ZHAO-MING / ZHAO MING / YESTAI）、趙紳（ZHAO-SHEN / ZHAO SHEN / KALAK）、趙熊（ZHAO-XIONG / ZHAO XIONG / ABAK）
筋肉質な体格をした巨体の兵士。もろ肌を脱いで、素手である。見た目どおり攻撃力が高く、体力もプレイヤーキャラクターの2倍ある。その巨体を生かしてのタックルやブレーンバスターのような投げ技を繰り出してくる。
趙明は日焼けした肌で、趙触は青紫の服、趙錘は黄緑の服、趙紳は青い服、趙熊は赤い服を着ている。

### 特殊な敵
夏侯恩（KAKOU-ON / XIA HOU EN / SUGISUGI）
ROUND6（長坂橋）の途中で、馬に乗りながら青紅の剣を持った状態で出現する。鉢合わせになると逃げていくが、倒すと青紅を入手できる。グラフィックは曹操の色違い。
王（WANG / JAMAL）、黄（HUANG / HATI-TAL）、紫（ZI / LISAL）
偃（YAN / TALA）、華（HUA / SUSTI）、何（HE / KASHL）
ともにROUND8にのみ登場する、3人1組の女性の刺客たち。グラフィックは後述の美美、美冴、美鈴の色違い。
星（XING / VOBDLA）、菊（JUHUA / TEMULIN）、朱（ZHU / ARI-LI）
ROUND9において橋を爆破したり、呂布と一緒に登場する女性の刺客3人組。グラフィックはROUND8に登場する女性の刺客たちと同様に美美たちの色違い。

### 敵将
李典（RI-TEN / LI DIAN / GAIDU）
ROUND1の敵将。字は曼成。長槍を武器とする。槍を構えての突進や、槍を使って棒高跳びのような飛び蹴りをしかけてくるが、体力が低い。
夏侯惇（KAKOU-TON / XIA HOU DUN / LHAZE）
ROUND2の敵将。字は元譲。馬に乗って現れ、長刀で攻撃したり、馬での突進をする。馬から降りると、口から火を吹く、フライングボディアタック、ダッシュ張り手など多彩な攻撃を駆使する。また、いつでも爆弾を投げる。本作稼働開始当時のカプコン作品の例に漏れず、「2面ボス＝初心者殺し」の強敵である。
許褚（KYO-CHO / XU CHU / TARANIS）
ROUND3の敵将。字は仲康。巨大な金鎚を持ち、ローリングアタックや誘導性の高いフライングボディプレスで襲ってくる。非常に体力が高い。
美美（MEI-MEI / MEI MEI / IZIA）、美冴（MEI-YA / MEI YA / ARIKA）、美鈴（MEI-LING / MEI LING / SAN-JIN）
ROUND3と4の間で登場する女性の刺客三人衆。ナイフ投げや軽快な足技を得意とする。美美を最後に倒すとラウンドクリアボーナスが多くもらえる。ROUND8以降では色と名前が異なる同タイプの雑兵が登場する。
キャラクターデザインはあきまんが担当。日本版では1コイン（ノーコンティニュー）でゲームクリアすると、エンディング後に現れてプレイヤーを祝福する。
曹仁（SOU-JIN / CAO REN / ATIKA）
ROUND4の敵将。字は子孝。長剣と鎖つき鉄球の二刀流。剣で攻撃をガードする特性がある。間合いが離れていると、リーチの長い鎖鉄球や、ジャンプ斬りを繰り出してくる。
原作コミックでは1コマのみ登場しているが、当作品では顔CGや専用のグラフィックは用意されていない。
淳于導（JUN'U-DOU / CHUN GAN DAO / BAIDU）
ROUND5の敵将。方天戟に似た独特の得物を持っている。リーチは長いが動きは鈍い。通常時はさほど強くないが、プレイヤーが馬に乗っていると、落馬後に馬を奪って、騎乗時専用の技など強力な攻撃をしかけてくる。
夏侯傑（KAKOU-KETSU / XIA HOU JIE / JERREK）
ROUND6の敵将の1人で、晏明と一緒に登場する。李典と同じく槍を武器とし、体格も似ているが、足技は使わない。晏明よりも体力が低く、後に倒すのは難しいうえにラウンドクリアボーナスも少なくなるが、エンディング時に加算される残りタイムボーナスの掛け点は晏明より高くなる。また、ラウンドクリア時のボイスも専用のものとなる。
晏明（AN-MEI / YAN MING / DASADAS）
ROUND6の敵将の1人で、夏侯傑と一緒に登場する。巨大な長刀から衝撃波を発して攻撃してくる。許褚と同様にローリングアタックも使いこなしてくるが、移動速度は許褚のそれよりも段違いに速い。ただし許褚のように投げ技は使えない。
張遼（CHOU-RYOU / ZHANG LIAO / KUBLAI-DAKAN）
ROUND7の敵将。字は文遠。丸盾と狼牙棒（メイス）を持っている。短刀を連続で投げる他、フライングボディプレスや、敵ながらメガクラッシュ（無敵状態の攻撃）を使う。
徐晃（JO-KOU / XU HUANG / KAI'BATAAR）
ROUND8の敵将。字は公明。馬に跨って現れ、大斧で攻撃してくる。馬から降りると大斧での斬り以外に、プレイヤーを掴んで大斧の柄で殴りつけることがある。淳于導と体格が似ているが、段違いに強い。ステージが狭いため逃げ場所もほとんどなく、全道中でも屈指の難所である。
呂布（RYO-FU / LU BU / TEMUJIN-KHAN）
ROUND9の敵将。字は奉先。前作で方天画戟を失いながらも逃げ延び、大剣を携えて再び立ちはだかる。逃亡生活のためか鎧がボロボロになっているが、性能面では強化されており、斜めにも来る高速の突撃、ガード、ムチを使ったリーチの長い攻撃、メガクラッシュ、投げ技と他ボスの長所をほとんど併せ持った強者。体力も飛び抜けて高く、時間切れのリスクもある。
曹操（SOU-SOU / CAO CAO / AKKILA-ORKHAN）
字は孟徳。一応は最終決戦の相手。倒すか見逃すか、もしくは倒そうとして逃げられるかによってエンディングが変わる。体力がプレイヤーと同等で、攻撃もほとんどダメージのない爆弾だけだが、15カウント以内に倒せないと取り逃がしてしまう。ダメージ量の関係上、時間内にプレイヤー側が倒されることはあり得ないため、いずれの場合でもエンディングは見られる。曹操を倒した場合はその後劉備が漢王朝を復興して天下統一を果たすエンディング、倒せなかった場合は生還して軍を立て直した曹操の逆襲にあい荊州を制圧されるエンディング、見逃した場合は魏・呉・蜀の三国が鼎立するエンディングとなる。
『Warriors of Fate』では「見逃す」の選択が不可能で、倒してグッドエンドか倒せずに逃げられてバッドエンドしかできない。

### その他の登場人物
劉備（KUAN-TI）
字は玄徳。前作では使用キャラクターの一人であったが、今回はデモに登場するのみ。
諸葛亮
字は孔明。ボス戦中に時間切れの警告メッセージを発することがある。また、ラウンド開始時のデモなどでいくつかセリフがある。
董卓
字は仲穎。前作の最終ボスで劉備により倒されており、今回はオープニングデモに姿を見せるのみ。
奥方
ROUND5のクリア後デモに登場。劉備の奥方。曹軍に襲われて負傷した自分が足手まといになるのをよしとせず、赤ん坊の阿斗をプレイヤーに託し、井戸に身を投げる。これは『三国志演義』における趙雲の単騎掛けのエピソードを再現している。『Warriors of Fate』には登場しない。
原作コミックでは劉備は龍王の娘・嵐と関係を持ち、糜夫人（奥方）は登場しない。
阿斗
後の劉禅。字は公嗣。ROUND5のクリア後デモに登場。『Warriors of Fate』には登場しない。
孫権
字は仲謀。ROUND6クリア後に登場。劉備と協力すべきかどうか悩むが、ボーナスステージ後にプレイヤーの実力を認めて同盟を結ぶ。曹操を倒した後のエンディングでは『3』の発売を待ち望む。『Warriors of Fate』には登場しない。
魯粛
字は子敬。孫権と同じくROUND6クリア後に登場。「劉備と同盟を結ぶべき」と献策する。『Warriors of Fate』には登場しない。

## 移植版
| No. | タイトル                                                         | 発売日                      | 対応機種                                                 | 開発元   | 発売元   | メディア                            | 型式              | 売上本数 | 備考 |
| --- | ---------------------------------------------------------------- | --------------------------- | -------------------------------------------------------- | -------- | -------- | ----------------------------------- | ----------------- | -------- | --- |
| 1   | 天地を喰らうII 赤壁の戦い                                        | 1996年3月22日               | PlayStation                                              | カプコン | カプコン | CD-ROM                              | SLPS-00203        | -        | |
| 2   | 天地を喰らうII 赤壁の戦い                                        | 1996年9月6日                | セガサターン                                             | カプコン | カプコン | CD-ROM                              | T-1207G           | -        | |
| 3   | 天地を喰らうII 赤壁の戦い                                        | 2005年3月1日                | FOMA900i/901iシリーズ （iアプリ）                        | カプコン | カプコン | ダウンロード （カプコンパーティ）   | -                 | -        | |
| 4   | 天地を喰らうII 赤壁の戦い                                        | 2005年11月16日              | ボーダフォンライブ! （Vアプリ）                          | カプコン | カプコン | ダウンロード                        | -                 | -        | |
| 5   | 天地を喰らうII 赤壁の戦い                                        | 2006年1月10日               | BREW2.1対応端末 （EZアプリ）                             | カプコン | カプコン | ダウンロード （クラブ☆カプコン）    | -                 | -        | |
| 6   | カプコン ゲームブックス 天地を喰らうII 赤壁の戦い                | 2006年10月24日              | PlayStation                                              | カプコン | カプコン | CD-ROM                              | SLPM-87400        | -        | ISBN 4-86233-075-4 攻略本とPlayStation版のゲームソフトがセットになった書籍。 書店ルートでの流通。                   |
| 7   | 天地を喰らうII 赤壁の戦い                                        | 2011年10月26日              | PlayStation 3 PlayStation Portable (PlayStation Network) | カプコン | カプコン | ダウンロード （ゲームアーカイブス） | -                 | -        | |
| 8   | Capcom Beat 'Em Up Bundle カプコン ベルトアクション コレクション | 2018年9月18日 2018年9月20日 | Nintendo Switch PlayStation 4 Xbox One                   | カプコン | カプコン | ダウンロード                        | -                 | -        | ダウンロード版。 カプコンのベルトスクロールアクションゲーム7作品のひとつとして収録。 同タイトルでは唯一の版権作品。 |
| 9   | Capcom Beat 'Em Up Bundle                                        | 2018年10月10日              | Windows                                                  | カプコン | カプコン | ダウンロード (Steam)                | -                 | -        | |
| 10  | カプコン ベルトアクション コレクション                           | 2018年12月6日               | Nintendo Switch PlayStation 4                            | カプコン | カプコン | DVD-ROM                             | NS:LA-H-APH8A-JPN | -        | パッケージ版。 |
| 11  | カプコンアーケードスタジアム                                     | INT 2021年2月18日           | Nintendo Switch                                          |          | カプコン | ダウンロード                        | -                 | -        | |
| 12  | カプコンアーケードスタジアム                                     | INT 2021年5月25日           | PlayStation 4 Xbox One PC                                |          | カプコン | ダウンロード                        | -                 | -        | |

コンシューマ版（『カプコン ベルトアクション コレクション』を除く）は最大2人プレイである。また人体欠損表現に関して、PlayStation版では描写が一部修正されたが、後発のセガサターン版では忠実に再現されている。

### 裏モード
家庭用ではタイトル画面でコマンドを入力することにより、追加要素や調整が盛り込まれた裏モードをプレイすることができる。通常モードからの変更・追加要素は概ね以下の通り。
- ダウン効果のない技は何発当ててもダウンしない。
- 通常モードでは趙雲しか使えなかった空中投げが他のキャラクターにも追加。さらにこの空中投げは地上にいる敵にも決めることができる。
- 全キャラクターに新必殺技が追加。ただし張飛のみコマンドが異なり、技も打撃ではなくスクリューパイルドライバーと同性質の投げ技である。
- 一部のジャンプ投げや新たに追加された空中投げから必殺技（張飛以外の新必殺技含む）でキャンセルが可能となり、連続技になるものもある。

### 携帯アプリ版
主要3キャリア（NTTドコモ、AU、ボーダフォン）用のゲームアプリとして配信。5人の武将の中から1人を選んで進むアクションゲーム。携帯電話でも操作しやすいように、オプションでボタン設定が可能である。
馬上での戦闘、最後の選択肢の後の曹操の決戦や『3』の登場を懇願するシーンなど細かい部分も再現されている。演出に若干の違いがある。ただし、容量の都合からか、いくつか削減されたステージやボスキャラクターがある。夏侯惇や曹仁などは携帯アプリ版に登場しない。
携帯アプリ版のみ新たに追加されたオリジナルアイテムが存在する。以下に挙げる。
赤兎馬のドラ
条件を満たしたときに登場。赤毛の駿馬、赤兎馬を呼び出すことができる銅鑼。赤兎馬に乗っている間に敵を倒すと通常より攻撃力が上がり、得点も多くもらえる。
黄帝の璧
取ると一定時間攻撃力がアップ。
天帝の璧
取ると一定時間無敵になる。

## 音楽
サウンドトラック
- 天地を喰らうII 赤壁の戦い -G.S.M. CAPCOM 7-（1993年8月20日）

## スタッフ
- 企画：POO（船水紀孝）、KIN
- プログラマー：DOMESAN（新留義博）、XOR、TSU〜ZY、34-SAKONTZ
- キャラクター：FUKUMOYAN（福本容子）、KYO-CHAN（京谷有紀）、TENMAN、TAMA CHAN（竹尾圭代）、TANUKI（西尾仁志）、BALLBOY（はやしたかし）、MIZUHO（陰山みずほ）、YUUSUKE（山本祐介）、NONSUCH、YOUJIRO、SAOTOME、KURATA-N（倉谷栄治）、UME
- 女の子デザイン：AKIMAN（あきまん）
- サウンド：T'YOMAGE（泉谷雅樹）、BULL（梶野俊夫）
- サウンド・プログラム：OYABUN（坂口由洋）、INU
- スペシャル・サンクス：NIN（西谷亮）、D.JAMES（ジェームズ・ゴッダード）、サディ&トミー、ハッタリやまおやかた

## 評価
アーケード版
ゲーム誌『ゲーメスト』の企画「第7回ゲーメスト大賞」（1993年度）において大賞10位を獲得、その他にベストアクション賞で2位、ベスト演出賞で6位、プレイヤー人気で3位、年間ヒットゲームで3位を獲得した。
PlayStation版
ゲーム誌『ファミ通』の「クロスレビュー」では合計24点（満40点）、『Play Station Magazine』の読者投票による「ゲーム通信簿」での評価は以下の通り20.7点（満30点）となっている。また、1998年に刊行されたゲーム誌『超絶 大技林 '98年春版』（徳間書店）では、「群がる敵をパンチやキック、武器などで蹴散らしつつ、ステージを進んでいく豪快なアクションが魅力」とゲーム性に関して肯定的なコメントで紹介されている。
| 項目 | キャラクタ | 音楽 | お買い得度 | 操作性 | 熱中度 | オリジナリティ | 総合 |
| 得点 | 3.9        | 3.2  | 3.3        | 3.6    | 3.7    | 2.9            | 20.7 |

セガサターン版
ゲーム誌『ファミ通』の「クロスレビュー」では合計23点（満40点）、『SATURN FAN』の読者投票による「ゲーム通信簿」での評価は以下の通り20.4点（満30点）となっている。また、1998年に刊行されたゲーム誌『超絶 大技林 '98年春版』（徳間書店）では、「業務用では最大3人までだった同時プレイの人数が、2人になったことを除けばほぼ完璧な移植。他機種版で気になったステージ途中のデータロードもきちんと解消されている」と移植度やインターフェイス面に関して肯定的なコメントで紹介されている。
| 項目 | キャラクタ | 音楽 | お買い得度 | 操作性 | 熱中度 | オリジナリティ | 総合 |
| 得点 | 3.7        | 3.2  | 3.1        | 3.7    | 3.7    | 2.9            | 20.4 |

iアプリ版
ニュースサイト『ITmedia Moblie』では、「実際にプレイすると、ゲームの画質はかなりクオリティが高い。プレイの再現性も高い」、「携帯であえて本格的なアクションゲームを配信しようという、その心意気は高く評価したい」とグラフィックや移植度に関しては肯定的な評価を下しているが、「難しい理由としては、やはり操作性の問題がある。キャラの動きがやや遅い（鈍い）し、携帯の小さいボタンでは押し間違いも起きる」、「このため慎重な戦いぶりにならざるを得ず、敵が大勢ひしめく中に飛び込んで大暴れするという快感が味わいにくい」と操作性やゲーム性に関して否定的な評価を下している。